# Unleashed in the East
Unleashed in the East je živé album britské heavymetalové skupiny Judas Priest. Nahráno bylo v Japonsku během Hell Bent for Leather tour roku 1978.

## Seznam skladeb
1. "Exciter"
2. "Running Wild"
3. "Sinner"
4. "The Ripper"
5. "The Green Manalishi (With The Two Pronged Crown)"
6. "Diamonds And Rust"
7. "Victim Of Changes"
8. "Genocide"
9. "Tyrant"

### Japonské vydání / znovuvydání z r. 2001
1. "Rock Forever"
2. "Delivering the Goods"
3. "Hell Bent for Leather"
4. "Starbreaker"

## Sestava
- Rob Halford – zpěv
- K.K. Downing – kytara
- Glenn Tipton – kytara
- Ian Hill – baskytara
- Les Binks – bicí